# امامزاده حمزه علی
امامزاده حمزه علی بنایی تاریخی مربوط به دوره تیموریان تا دوره قاجار است و در مجاورت شهر بلداجی واقع شده است. این اثر در تاریخ ۲۴ فروردین ۱۳۸۲ با شمارهٔ ثبت ۸۲۲۵ به‌عنوان یکی از آثار ملی ایران به ثبت رسیده است.

## زندگی‌نامه
حمزه علی از نوادگان سجاداست. او در سال ۲۵۰ هجری قمری در پی ناآرامی‌های موجود در مدینه و عراق به همراه پدرش سید ابوالحسن محمد بن حمزه به منطقه جبل مهاجرت نمود.
علامه نسابه ابواسماعیل طباطباء از اعلام قرن پنجم هجری، مهاجرت پدرش را به شهر بروجرد می‌نویسد. ظاهراً بدان جهت مقر سکونت پدرش در شهر بروجرد بوده که جمع کثیری از پسرعموهای وی قبلاً در این شهر سکونت داشته‌اند از اینرو او بهترین مکان جهت زندگی را در شهر بروجرد برگزید.
سید محمد تا سال ۲۵۶ هجری قمری در قید حیات بود تا اینکه در آخر همین سال بدرود حیات گفت و در شهر بروجرد به خاک سپرده شد. آرامگاه او یکی از مزارات مشهور شهرستان بروجرد است.
ظاهراً سید حمزه علی به خاطر دعوت اهالی بروجن (کنونی) به این منطقه مهاجرت نموده و در پی ناآرامی‌ها، آخرالامر در دهه اول قرن چهارم هجری فوت می‌کند. در تذکره‌های محلی چنین آمده است که او با نمایندگان خلیفه وقت پیکار می‌نماید تا اینکه عاقبت در مکان فعلی کشته شد. او سه فرزند به اسامی احمد، علی و حسن داشت که از آنان جمع کثیری به وجود آمده و از بزرگان سادات اهواز و چهارمحال و بختیاری و جبل بوده‌اند.